# زبان‌های هوری-اورارتویی
زبان‌های هوری-اورارتویی یک خانواده منقرض شده از زبان‌های خاور نزدیک باستان هستند که تنها از دو زبان شناخته شده تشکیل شده است: زبان هوری و زبان اورارتویی که هر دوی آنها در رشته کوه‌های توروس سخن گفته می‌شده است.اما در سطح گسترده مناطقی از آناتولی،فلات ایران و میانرودان را نیز در بر می‌گرفت.

## رده بندی
خانواده هوری-اورارتویی نه به زبان‌های سامی و نه به زبان‌های هندو-اروپایی این منطقه وابستگی نداشته است.
برخی بر این باورند که این خانواده زبانی از زیردسته آلارودینی در قفقاز بوده است و با زبان‌های قفقازی و زبان‌های قفقازی شمالشرقی در ارتباط بوده است. اما این نظریه در جریان اصلی زبان‌شناسی کاملا اثبات نشده و در حال مطالعه و بررسی میباشد.
گمان می‌رود که زبان کاسیتی با زبان‌های هوری و اورارتویی ارتباط داشته باشد.